# Мишина, Лариса Сергеевна
Лари́са Серге́евна Ми́шина (родилась 10 сентября 1975 в Москве) — российская хоккеистка и тренер. Выступала на позиции нападающей. Мастер спорта международного класса. Бронзовый призёр чемпионата мира 2001 года, серебряный призёр чемпионата Европы 1996 года в составе сборной России.

## Биография
Отец — механик по компрессорам, мать — дезинфектор. Старший брат Игорь до 16 лет занимался хоккеем в школе ЦСКА. Училась в Ясенево, хотела заниматься фигурным катанием. Рано начала играть в хоккей с мячом за клуб «Серп и молот». Позже занялась хоккеем с шайбой. ПЕРВЫЙ ТРЕНЕР _ ДМИТРИЙ МОРОЗОВ команда СЮП где Мишина и начала свой спортивный путь.
Первый тренер — В. Егоров. Далее тренировалась у В. Долгушина и А. Анисимова. Выступала за ХК СКИФ, в его составе стала серебряным призёром Кубка Европейских чемпионов 2004 года. Участница Олимпийских игр 2002 и 2006 годов в составе сборной России. На Олимпиаде в Турине в матче против Швейцарии Мишина оформила хет-трик, принеся итоговую победу со счётом 6:2.
В настоящее время — тренер в спортивной школе «Метеор» при Федерации хоккея Москвы.